# Maria Buch-Feistritz
Maria Buch-Feistritz è stato un comune austriaco nel distretto di Murtal (fino al 31 dicembre 2011 distretto di Judenburg), in Stiria. È stato creato il 1º gennaio 1965 dalla fusione dei comuni soppressi di Feistritz bei Weißkirchen, Fisching e Maria Buch e di parte di quello di Allersdorf bei Judenburg e soppresso il 31 dicembre 2014; dal 1º gennaio 2015 le sue frazioni di Allersdorf bei Judenburg, Feistritz bei Weißkirchen, Fisching e Maria Buch sono state aggregate al comune di Weißkirchen in Steiermark assieme agli altri comuni soppressi di Eppenstein e Reisstraße.